# Penfigoide cicatricial ocular
El penfigoide cicatricial ocular es una enfermedad rara que provoca ampollas en la piel y erosiones en las mucosas, incluyendo conjuntiva ocular, mucosa oral, nasal, faringea y genital. Afecta preferentemente a personas adultas de más de 60 años y es más frecuente en las mujeres que en los varones. Está provocada por un mecanismo de autoinmunidad y existen en sangre anticuerpos dirigidos contra las estructuras que unen las células epiteliales a la membrana basal, ello ocasiona una desunión entre la dermis y la epidermis, originando la formación de ampollas. La afectación del ojo puede ser muy importante, se inicia como una conjuntivitis crónica que poco a poco va causando fibrosis, simblefaron, entropion y triquiasis. Finalmente un tejido fibroso que no deja pasar la luz cubre totalmente la conjuntiva y la córnea impidiendo la visión. La evolución es lenta y progresiva, conduciendo en ocasiones a la ceguera después de varios años. Para el tratamiento se utilizan principalmente fármacos por vía oral, incluyendo agentes inmunosupresores como prednisona, metotrexate, azatioprina y ciclofosfamida.